# سوخه وانه
سوخه وانه (به لهستانی:  Suche Łany) یک روستا در لهستان است که در گمینا ستژلتسه اوپولسکیه واقع شده‌است. سوخه وانه ۵۶۴ نفر جمعیت دارد.